# Josef Degeorgi
 Josef Degeorgi (Bad Vöslau, 1960. január 19. –) válogatott osztrák labdarúgó, hátvéd, edző.

## Pályafutása

### Klubcsapatban
1977 és 1982 között az Admira Wacker, 1982 és 1990 között az Austria Wien, 1990–91-ben ismét az Admira labdarúgója volt. 1991 és 1993 között VfB Mödling csapatában szerepelt. Az Austriával három bajnoki címet és két osztrák kupagyőzelmet ért el.

### A válogatottban
1982 és 1990 között 30 alkalommal szerepelt az osztrák válogatottban és egy gólt szerzett. Tagja volt az 1982-es spanyolországi világbajnokságon részt vevő csapatnak.

### Edzőként
Alacsonyabb osztályú csapatoknál dolgozott edzőként. 2003 és 2007 között az FC Stadlau, 2007–08-ban az ASV Vösendorf edzőjeként dolgozott. 2009-ben a burgenlandi ASKÖ Klingenbach, 2009 és 2012 között az SV St. Margarethen vezetőedzője volt. 2018 óta az FSG Oberpetersdorf/Schwarzenbach edzőjeként tevékenykedik.

## Sikerei, díjai
Austria Wien
- Osztrák bajnokság
  - bajnok (3): 1983–84, 1984–85, 1985–86
- Osztrák kupa
  - győztes (2): 1986, 1990